# Yanick Lahens
Yanick Lahens, originaire de Port-au-Prince, capitale d'Haïti, est née le 22 décembre 1953 , est une écrivaine haïtienne, lauréate de l'édition 2014 du prix Femina pour son roman Bain de lune. Elle est titulaire de la chaire « Mondes Francophones » au Collège de France et a prononcé sa leçon inaugurale intitulée « Urgence(s) d’écrire, rêve(s) d’habiter » le 21 mars 2019.

## Biographie

### Jeunesse
Née en 1953, Yanick Lahens grandit à Port-au-Prince au sein d’une famille élargie, cohabitant entre autres avec son arrière-grand-mère et sa grand-mère qu’elle considère comme la garante, dans la maison, d’une culture venue de la province.
La transmission de la culture traditionnelle haïtienne est un élément central de son éducation familiale et ce à une époque où elle était décriée par les classes dominantes. Sa mère, cuisinière et pâtissière, contribue à la revalorisation de la cuisine paysanne haïtienne en lui donnant ses lettres de noblesse dans les sphères bourgeoises et d’élites du pays. L’apprentissage de la danse haïtienne ancre grandement son sentiment d’appartenance à une culture traditionnelle qui imprégnera son œuvre par la suite. C’est auprès de sa grand-mère qu’elle apprend à lire.
Elle grandit sous le régime dictatorial de Duvalier. Sa famille héberge brièvement un dissident politique. Elle a alors 4 ans. Elle garde un souvenir marquant de toute cette période.

### Paris
Yanick Lahens s’installe à Paris à l’âge de quinze ans. Elle y termine des études secondaires, découvre que la littérature haïtienne ainsi que la révolution haïtienne, sont mal connus et peu évoqués, puis poursuit ses études supérieures de lettres à l’université Paris-Sorbonne. En 1976, elle soutient son mémoire de maîtrise, « Lecture d’une œuvre de Fernand Hibbert : Les Thazar », dont elle publie une partie dans la revue haïtienne Conjonction.
Son expérience parisienne marque un tournant décisif dans son engagement culturel, social et politique. Elle y découvre que des pans entiers de l’Histoire de la France avec Haïti sont passés sous silence et qu’il n’y a aucune étude sur la Révolution haïtienne. Sa surprise s’étend également au domaine universitaire des littératures francophones dont Haïti est alors la grande absente. C'est le point de départ d’un travail et d’un engagement mis au service d’une Histoire décentralisée. Elle souhaite « décoloniser le savoir ». À la francophonie elle oppose une conception plurielle des mondes francophones.

### Engagement social et culturel en Haïti
Après ses années parisiennes d'études, elle revient s'installer en Haïti où elle enseigne à l’École normale supérieure jusqu'en 1995,. Dans le cadre de l’Institut pédagogique national, elle participe à l’élaboration de la réforme qui introduit le créole dans le système éducatif haïtien.
Elle contribue au lancement de la revue haïtienne Chemins critiques, puis y contribue régulièrement.
En 1996-1997, elle fait partie du cabinet du ministre de la culture haïtien, Raoul Peck,.
Très impliquée dans la vie associative d'Haïti, elle est cofondatrice de l'Association des écrivains haïtiens, (depuis supprimée) qui lutte contre l’illettrisme en organisant des événements autour de la littérature dans les écoles haïtiennes.
En 2008 elle crée la fondation Action pour le changement qui permet notamment  la construction de quatre bibliothèques et propose différents types de formations telles que des ateliers audiovisuels.
Elle collabore également avec la fondation Culture et Création qui fonde une bibliothèque à Saint-Louis-du-Nord.
Elle est présente lors du séisme de 2010, et en témoigne, notamment dans son ouvrage Failles publié la même année.
Elle devient en 2019 titulaire de la chaire « Mondes Francophones » au Collège de France et prononce sa leçon inaugurale intitulée Littérature haïtienne. Urgence(s) d’écrire, rêve(s) d’habiter publiée par Fayard, le 21 mars 2019.

## Œuvre littéraire
Les figures féminines tiennent une place majeure dans ses romans.
Toute sa production littéraire tend à dresser un portrait d’Haïti qu’elle saisit en y faisant dialoguer la grande Histoire et la petite histoire.
Son œuvre recèle une dimension socio-spatiale importante. Haïti en est le point d’ancrage et la multitude d’espaces explorés dans ses romans et essais, recoupe les différentes strates sociales de la société haïtienne.
Les personnages étrangers dans sa littérature lui permettent également de caractériser les enjeux des relations Nord - Sud dont elle dit qu’Haïti est un centre et une matrice.

## Œuvres
- L'Exil : entre l'ancrage et la fuite, l'écrivain haïtien (essai), Port-au-Prince, éditions H. Deschamps 1990, (BNF 36963222),essai, 79 p.
- Tante Résia et les Dieux (nouvelle), Paris, éditions de L'Harmattan, coll. « Lettres des Caraïbes », 1994  (ISBN 2-7384-2578-X), 141 p. ; rééd. Legs Édition, coll. « Voix Féminines », 2019,  (ISBN 978-9-99708-645-7), 165 p.
- Dans la maison du père (roman), Monaco-Paris, Le Serpent à Plumes, coll. « Fiction. Domaine français. », 2000  (ISBN 2-84261-181-0), 155 p.
- La Petite Corruption (nouvelle), Montréal, éditions Mémoire d’Encrier, 2003  (ISBN 978-2-923153-05-6), 101 p. ; rééd. Legs Édition, coll. « Voix Féminines », 2014,  (ISBN 978-14973-67-81-4), 106 p.
- La folie était venue avec la pluie (nouvelle), Port-au-Prince, Éditions Presses nationales d'Haïti, coll. « Souffle nouveau », 2006,  (ISBN 99935-37-31-4),111 p. ; rééd. Legs Édition, coll. « Voix Féminines », 2015  (ISBN 978-99970-86-08-2), 132 p.
- La Couleur de l'aube (roman), Paris, Sabine Wespieser Éditeur, 2008  (ISBN 978-2-84805-063-8), 218 p.[17]
- Failles (récit), Paris, Sabine Wespieser Éditeur, 2010  (ISBN 978-2-84805-090-4), 160 p.[18]
- Guillaume et Nathalie (roman), Paris, Sabine Wespieser Éditeur, 2013  (ISBN 978-2-84805-143-7), 176 p. ; rééd. Legs Édition, coll. « Voix Féminines », 2022,  (ISBN 978-9-99707-120-0), 144 p.
- Bain de lune (roman), Paris, Sabine Wespieser Éditeur, 2014, 280 p.  (ISBN 978-2-84805-117-8)[19] – prix Fémina 2014 ; rééd. Legs Édition, coll. « Voix Féminines », 2024,  (ISBN 978-9-9970-71-39-2), 298 p.
- Douces déroutes (roman), Paris, Sabine Wespieser Éditeur, 2018  (ISBN 978-2-84805-280-9), 232 p. ; rééd. Legs Édition, coll. « Voix Féminines », 2018,  (ISBN 978-9-99708-639-6), 202 p.
- L'Oiseau Parker dans la nuit et autres nouvelles, Paris, Sabine Wespieser Éditeur, 2019  (ISBN 978-2-84805-321-9), 312 p.
- Littérature haïtienne. Urgence(s) d’écrire, rêve(s) d’habiter, Fayard[15], 2019, leçon inaugurale au Collège de France, essai, 69 p.

### Essais:
- L’Exil: entre l’ancrage et la fuite, l’écrivain haïtien. Port-au-Prince: Éditions Deschamps, 1990

### Nouvelles et textes publiés dans des ouvrages collectifs:
- « Bain de lune ». Dans Amérique (récits et fictions courtes, n° 2 de la série). Paris: Le Serpent à Plumes et Philippe Starck, 1998.
- « La folie était venue avec la pluie ». Une enfance outremer (textes réunis par Leïla Sebbar). Paris: Seuil, 2001: 129-141.
- « L’homme du sommeil ». Paradis Brisé, nouvelles des Caraïbes. Collection Étonnants Voyageurs. Paris: Hoëbeke, 2004: 133-144.
- « Port-au-Prince la dévoreuse ». Une journée haïtienne, textes réunis par Thomas C. Spear. Montréal: Mémoire d’encrier / Paris: Présence africaine, 2007: 195-198; Montréal: CIDIHCA, 2020: 203-206.
- « Qui est cet homme ? ». Haiti noir. Textes présentés par Edwidge Danticat. Paris: Asphalte, 2012: 247-253.
- « Juste un lieu humain ». Bonjour Voisine, sous la direction de Marie Hélène Poitras. Montréal: Mémoire d’encrier, 2013: 85-86.
- « La petite corruption ». Une enfance haïtienne. Textes recueillis par Guy Régis Jr. Paris: Gallimard: 2017: 53-66.
- « Mon père, ce héros ». …des hommes et des ombres. Textes réunis et présentés par Dieulermesson Petit Frère. Port-au-Prince: Legs Édition, 2018: 67-73.

### Articles sélectionnés:
- « Manhattan Blues de Jean-Claude Charles, ou quand l’exil devient errance ». Conjonction 169 (avril-juin 1986): 9-12.
- « Mythe et histoire dans Le Royaume de ce monde d’Alejo Carpentier ». Conjonction 169 (avril-juin 1986): 137-44.
- « L’apport de quatre romancières au roman moderne haïtien ». The Journal of Haitian Studies 3/4 (1997-1998): 87-95.
- « Afterword ». Caribbean Creolization; Reflections on the Cultural Dynamics of Language, Literature, and Identity. Kathleen M. Balutansky and Marie-Agnès Sourieau, eds. Gainesville: U. Press of Florida, 1998.
- « Notes sur le marronnage ». Dérades 4 (1999).
- « Littérature haïtienne ». Conjonction 206 (2001): 35-41.
- « Tout ce malaise ». Notre Librairie 148 (juillet-septembre 2002): 125-127.
- « Roumain ou la beauté, l’inalterable et l’obligatoire ». Mon Roumain à moi. Port-au-Prince: Presses Nationales d’Haïti, 2007: 225-33.
- « Faulkner, Chauvet : cas d’intertextualité ». Legs et Littérature 4 (juillet-décembre 2014): 65-82.

## Prix et distinctions
- En 2002 LiBeraturpreis, Prix du Salon du livre de Leipzig, pour La maison du père.

- Prix Millepages 2008 ; prix RFO du livre 2009 ; et prix littéraire Richelieu de la Francophonie 2009[20] pour la Couleur de l'aube.
- prix Fémina 2014 pour Bain de lune[21].
- Prix Carbet des lycéens 2014 pour Guillaume et Nathalie.
- Prix Joseph D. Charles 2015 pour La folie était venue avec la pluie.
- Le livre Douces Déroutes a été à l’honneur à la 6e édition de Marathon du Livre à Petit-Goâve, en 2019[22].
- En 2020  Prix Carbet et du Tout-Monde, pour l’ensemble de son oeuvre.

### Sur l’oeuvre de Yanick Lahens:
- Adamson, Ginette. « Yanick Lahens romancière: pour une autre voix/voie haïtienne ». Elles écrivent des Antilles. Suzanne Rinne et Joëlle Vitiello, éds. Paris: L’Harmattan, 1997: 107-118.
- Bellefleur, Pierre Maxwell. « La nouvelle haïtienne – témoin d’une époque ». Écrits d’Haïti: Perspectives sur la littérature haïtienne contemporaine (1986-2006). Nadève Ménard, éd. Paris: Karthala, 2011: 259-269.
- Dorcé, Mylène F. « Au nom du père et de la fille et de la sainte patrie: autorité paternelle, rébellion filiale et oppression populaire chez Marie Chauvet, Yanick Lahens et Jan J. Dominique ». Horizons multiples de l’écriture haïtienne contemporaine, sous la direction de Joubert Satyre. Montréal: CIDIHCA, 2017: 133-161.
- Gyssels, Kathleen. « La nouvelle en Haïti, correspondance du Nouveau Monde: les recueils de Yanick Lahens et de Pascale Blanchard-Glass ». Présence Francophone 54 (2000): 103-119.
- Petit-Frère, Dieulermesson. « Yanick Lahens, au cœur de l’imaginaire ». Legs et Littérature 3 (janvier-juillet 2014): 99-102.
- Petit-Frère, Dieulermesson. « Voix de femmes, violence et désir dans La couleur de l’aube et Guillaume et Nathalie de Yanick Lahens ». Legs et Littérature 10 (juillet-décembre 2017): 155-178.
- Pierre, Mirline. « La petite corruption ». 50 livres haïtiens cultes qu’il faut avoir lus dans sa vie, Collectif. Port-au-Prince: Legs Édition, 2014: 63-64.
- Pierre, Mirline. « Il y a toujours une méfiance vis-à-vis des critiques » (entrevue). Legs et Littérature 10 (juillet-décembre 2017): 205-208.
- Sapp, Robert. « The Talking Dead: Narrating the Past in Yanick Lahens’s ‘Bain de lune’ ». Journal of Haitian Studies 23.1 (Spring 2017): 119-134.
- Vitiello, Joëlle. « ‘De l’autre côté de mes murs’ : le désir de l’engagement dans l’écriture de Yanick Lahens ». Écrire en pays assiégé – Haïti – Writing Under Siege. Eds. Marie-Agnès Sourieau et Kathleen Balutansky. Amsterdam/New York: Rodopi, 2004: 169-192.